# Klanjec
Klanjec (pronunciado en español: clañets)[cita requerida] es una ciudad de Croacia en el condado de Krapina-Zagorje.

## Geografía
Se encuentra a una altitud de 274 m s. n. m. a 55,6 km de la capital nacional, Zagreb.

## Demografía
En el censo 2011, el total de población de la ciudad fue de 2915 habitantes, distribuidos en las siguientes localidades:
- Bobovec Tomaševečki - 22
- Bratovski Vrh - 67
- Cesarska Ves - 14
- Dol Klanječki - 92
- Florijan - 7
- Goljak Klanječki - 71
- Gorkovec - 16
- Gredice - 328
- Klanjec - 565
- Ledine Klanječke - 165
- Lepoglavec - 139
- Letovčan Novodvorski - 72
- Letovčan Tomaševečki - 69
- Lučelnica Tomaševečka - 213
- Mihanovićev Dol - 322
- Novi Dvori Klanječki - 233
- Police - 235
- Rakovec Tomaševečki - 129
- Tomaševec - 156